# Posavsko narečje
Posavsko narečje ( posavščina) je narečje slovenskega jezika znotraj štajerske narečne skupine, ki pa meji in prehaja v dolenjska narečja, s katerimi si deli mnoge skupne značilnosti. Prehodna narava posavskega narečja se kaže v njegovih starejših dolenjskih vokalnih posebnostih, ki jih prekrivajo novejše štajerske značilnosti. Govori se v osrednji dolini reke Save, približno od Litije do Brežic, kakor tudi v spodnjem toku reke Savinje. Deli se na tri podnarečja: zagorsko-trboveljski govor, laški govor in sevniško-krški govor.